# Sonnet 9

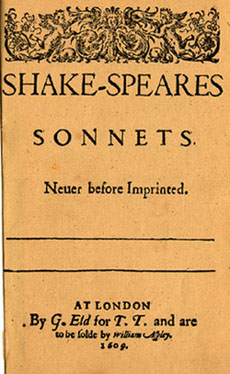
Sonnetten van Shakespeare, 1609

Sonnet 9 maakt deel uit van Shakespeares bekende sonnettenbundel met 154 gedichten die, waarschijnlijk ongeautoriseerd, in 1609 werd gepubliceerd. Sonnet 9 behoort tot wat nu de 17 procreation sonnets wordt genoemd. In deze reeks spoort de dichter een jongeman aan om kinderen te krijgen vooraleer zijn jeugd voorbij is. In Sonnet 9 vergelijkt de dichter de wereld met een weduwe, die alleen achterblijft als zijn vriend kinderloos verkiest te blijven en zijn schoonheid verspilt. Schoonheid, zo luidt het argument, kun je echter niet verspillen zoals je wel met geld e.d. kunt doen, dat immers gewoon herverdeeld wordt. De dichter verwijt de jongeman niet aan anderen te denken, en dat er geen liefde in zijn hart kan huizen wanneer hij zijn leven op een egoïstische manier verkwist.

## Shakespeares tekst
| Sonnet 9 Is it for fear to wet a widow's eye That thou consum'st thyself in single life? Ah, if thou issueless shalt hap to die, The world will wail thee like a makeless wife. The world will be thy widow and still weep That thou no form of thee hast left behind, When every private widow well may keep By children's eyes her husband's shape in mind. Look what an unthrift in the world doth spend Shifts but his place, for still the world enjoys it; But beauty's waste hath in the world an end, And kept unused, the user so destroys it. No love toward others in that bosom sits That on himself such murd'rous shame commits. |

## Vertaling
Is het uit vrees om een weduwenoog te bevochtigen

Dat je je leven in eenzaamheid verkwist?

Als je sterft zonder nageslacht,

Zal de wereld om je treuren,

Alsof zij een weduwe was die huilt

Omdat je geen beeltenis van jezelf achterliet

En geen troost kan vinden in de ogen van haar kinderen

Die haar aan jou herinneren.

Wat een verkwister aan de wereld spendeert

Verandert slechts van plaats, en brengt haar nog steeds vreugde;

Maar schoonheid verspillen kan niet blijven duren

En wie haar niet besteedt vernietigt haar.

Er kan geen liefde voor anderen in diens boezem huizen

Die op zichzelf zulke schandelijke moord begaat.

## Analyse
Algemeen
Shakespeares sonnetten zijn voornamelijk geschreven in een metrum genaamd jambische pentameter, een rijmschema waarin elke sonnetregel bestaat uit tien lettergrepen. De lettergrepen zijn verdeeld in vijf paren, jambes genoemd, waarbij elk paar begint met een onbeklemtoonde lettergreep.